# Ramón Astudillo
Benjamín Ramón Astudillo (... – 2000) è stato un calciatore argentino, di ruolo difensore.
Con la Nazionale argentina prese parte ai Mondiali del 1934, dove però non scese mai in campo.